# Avan Jogia
Avan Tudor Jogia (Vancouver, 9 februari 1992) is een Canadese acteur en zanger. Hij speelde onder meer Beck Oliver in de televisieserie Victorious.

## Carrière
Jogia's doorbraak was in 2006, toen hij de rol speelde van Danny Araujo in A Girl Like Me: The Gwen Araujo Story, een film van Agnieszka Holland. Ook verscheen hij in Aliens in America als Sam, een serie van The CW Television Network. In 2008 speelde hij de rol van Champ in Gym Teacher: The Movie en Tajid in Spectacular, beide producties van Nickelodeon. Ook speelt hij de rol van Ben Stark in de tv-serie Caprica, een spin-off van Battlestar Galactica. Zijn meest recente rol is die van Beck Oliver in de serie Victorious. In de serie speelt hij het vriendje van Jade West (Elizabeth Gillies), het gemene meisje van school. Deze serie begon in maart 2010. De rol van Beck Oliver vertolkt hij ook in de cross-over iParty with Victorious, een televisiefilm waarin de acteurs van Victorious en iCarly samenkomen. De film was voor het eerst te zien op 11 juni 2011. Daarbij is hij te zien in de Nickelodeon film 'Rags' met Keke Palmer en Max Schneider.
In 2016 speelt Jogia in the Drowning en vertolkt hierin een rol van een psychopatische figuur die een hoop mensen probeert te manipuleren en hiermee weg denkt te komen. In 2019 was Jogia te zien in de film Zombieland: Double Tap. Jogia vertolkte de rol van Leon S. Kennedy in de film Resident Evil: Welcome to Raccoon City uit 2021.

## Privéleven
Jogia is verloofd met zangeres Halsey.